# Döbeln
Döbeln é um município da Alemanha, situado no distrito de  Mittelsachsen, no estado da Saxônia. Tem 84,55 km² de área, e sua população em 2019 foi estimada em 23.583 habitantes.